# Prefettura di Valona
La prefettura di Valona (in albanese: Qarku i Vlorës) è una delle 12 prefetture dell'Albania, che ha come capoluogo l'omonima città di Valona.

## Storia
La città di Valona, nota in origine come Aulón (Αυλών, "canale"), fu fondata dai coloni greci. In latino la città divenne nota come Aulona, sul modello del vecchio nome ellenico. La città fu abitata da popolazioni illiriche come epirioti e albani, che costruirono diverse città come Valona, che poi sarebbe divenuta una delle capitali del regno di Albania, e Saranda. Anche in epoca ottomana il nome Avlonya era molto comune per indicare la città.
La regione fu abitata dalla popolazione ellenica dei Caoni. Gli antichi greci fondarono la città di Saranda, nota come Onchesmos (o Anchiasmos) e fiorente porto al servizio della vicina Fenice (l'odierna Finiq), la capitale caona. Anche il sito di Chimera, identificato nell'odierna Himara, era un importante centro dei Caoni, mentre i Corinzi fondarono la colonia di Aulon presso la baia di Valona. Tra le città greche fondate nella zona rientrano anche Thronium, Amantia e Oricum. Gli Illiri abitavano la zona situata a nord del fiume Voiussa.
Nel Medioevo la regione fu parte dell'impero bizantino e anche all'epoca dell'invasione slava i bizantini mantennero il controllo del territorio. Nel 1204 la regione passò sotto il controllo del Despotato d'Epiro, ma tornò poi sotto l'impero bizantino. Nel 1335 le tribù albanesi si spostarono verso sud ed entrarono in possesso della zona tra Berat e la baia di Valona, mentre nel 1345, dopo l'invasione serba, a Valona si formò un principato indipendente.
Dalla metà del XIV secolo a controllare la città di Valona fu la nobile famiglia Delvina: nel 1354 Mehmet Ali Pasha Delvina era il proprietario del castello cittadino e il governatore della città.

## Geografia

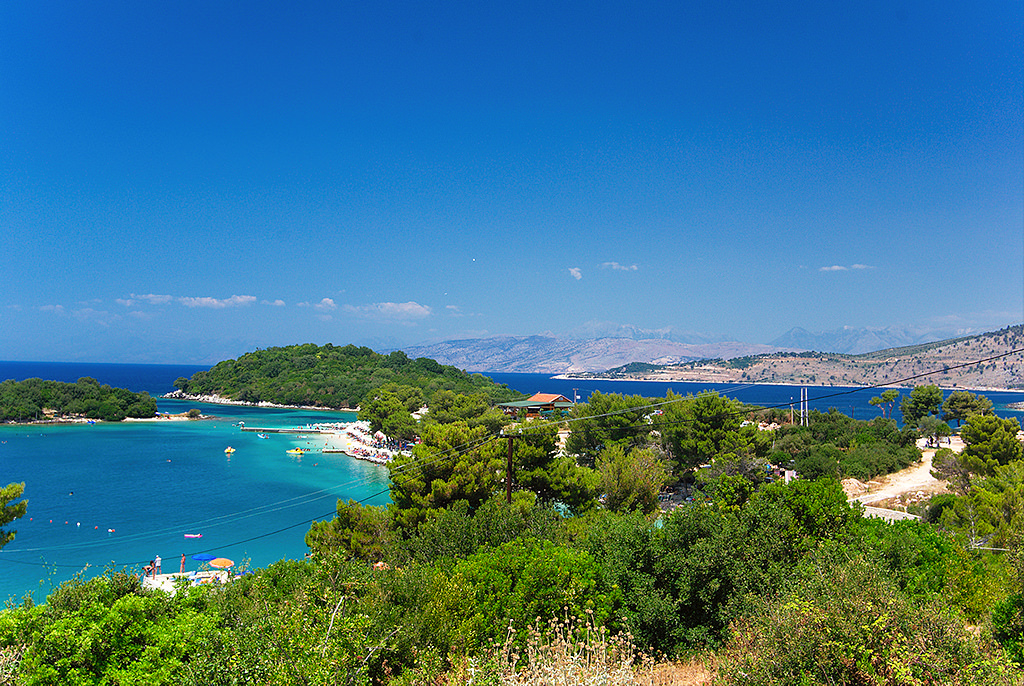
Veduta delle isole di Ksamil

Si estende per circa 2.706 km² e ha una popolazione di circa 183.000 abitanti (al 2016). Confina con la prefettura di Fier, la prefettura di Argirocastro, il mare Adriatico e il mar Ionio, che separano dal Salento (provincia di Lecce) tramite il Canale d'Otranto, dove affaccia la cosiddetta Riviera albanese. Lo sviluppo costiero della prefettura ammonta a 244 km. La costa ionica occidentale è molto ripida e offre notevoli panorami, come quello che si può scorgere dai Monti Acrocerauni, la cui vetta più alta è il Monte Çika (2.044 metri). La zona occidentale della prefettura coincide in larga parte con la penisola di Karaburun, dove i rilievi sono minori.
È la settima prefettura dell'Albania per popolazione e la terza più popolosa della regione dell'Albania meridionale. Il cuore della prefettura è la città portuale di Valona, dove il 28 novembre 1912 fu proclamata la dichiarazione di indipendenza dell'Albania. Altre città importanti dal punto di vista turistico sono Saranda, situata sul mar Ionio, lungo la Riviera Albanese, a soli 14 km dall'isola greca di Corfù, al centro del mar Mediterraneo. Nel territorio ricadono numerosi parchi nazionali: il parco nazionale di Butrinto, il parco nazionale di Llogara e il parco nazionale di Karaburun-Saseno, comprendente la penisola di Karaburun e l'isola di Saseno. L'antica Butrinto, 14 km a sud di Saranda, è un importante sito archeologico. La sua laguna sbocca nel Canale di Vivari, parte del parco nazionale di Butrinto.

## Municipalità
In seguito alla riforma amministrativa del 2015 la prefettura risulta composta dalle seguenti municipalità:
| Municipalità | Ex-comuni (pre-2015)                               | Distretto        |
| ------------ | -------------------------------------------------- | ---------------- |
| Delvinë      | Delvinë, Vergo                                     | Delvina          |
| Finiq        | Aliko, Finiq, Livadhja, Mesopotam, Dhivër          | Delvina, Saranda |
| Himara       | Himara, Horë-Vranisht, Lukovë                      | Saranda, Valona  |
| Konispol     | Konispol, Markat, Xarrë                            | Saranda          |
| Saranda      | Ksamil, Saranda                                    | Saranda          |
| Selenizza    | Armen, Brataj, Kotë, Selenizza, Sevaster, Vllahinë | Valona           |
| Valona       | Novoselë, Orikum, Qendër, Shushicë, Valona         | Valona           |

Prima della riforma amministrativa la prefettura comprendeva i distretti di:
- Delvinë
- Saranda
- Valona

## Economia
L'economia della prefettura si basa essenzialmente sul turismo e sui settori del commercio e dell'industria ittica, che hanno il loro fulcro nel porto di Valona. La zona che circonda la città capoluogo è a vocazione agricola e pastorale e produce petrolio, gas naturale, bitume e sale. Importanti sono le coltivazioni di ulivo e cedro, le industrie della conservazione alimentare e le industrie dell'olio e del bitume.
Il turismo verte su località come Saranda, una delle più popolari destinazioni d'Albania e del mare Ionio. Numerosi sono i villeggianti attratti dalla bellezza dei paesaggi, del mare, dei laghi e dei campi. Molto importanti sono anche i siti di interesse storico come l'antica Butrinto.

## Società

### Evoluzione demografica
La tabella seguente riporta l'evoluzione del numero dei residenti nella provincia dal 2014 al 2020:
| Anno | Residenti |
| ---- | --------- |
| 2014 | 182 825   |
| 2015 | 183 100   |
| 2016 | 188 033   |
| 2017 | 188 795   |
| 2018 | 189 282   |
| 2019 | 189 311   |
| 2020 | 188 922   |